# 麦わらスペース
『アニメ・ワンピース25周年記念・ニッポン放送70周年記念ラジオ番組「麦わらスペース」』（むぎわらスペース）は、2024年4月8日未明（放送日付4月7日）から2025年3月31日の毎週月曜未明（日曜深夜）1:00-1:30に生放送されていたニッポン放送のアニラジである。

## 概要
2024年は尾田栄一郎が週刊少年ジャンプに長期連載している劇画『ワンピース』のフジテレビ系列でのアニメーション放送開始から25周年、またニッポン放送も開局70周年と2つのメモリアルイヤーを迎えることになり、X（Twitter）で展開していた『ワンピース』出演者のオーディオコメンタリー「麦わらスペース」が大変好評であったことから、Xを飛び出して、新たにラジオ番組をニッポン放送とタッグを組んで放送することになった。
本番組では、放送日付上は当日（実際の日付では前日）の日曜朝にフジテレビ系で全国放送されているアニメ版の『ワンピース』の当日のあらすじの説明の他、YouTubeでこれまで放送してきた全エピソードを順次配信する『ANYTIME ONE PIECE』の中からもあらすじや当時の出演者・スタッフの裏話などを披露する他、特別企画も放送される予定となっている。
レギュラー放送に先だって、2024年3月28日22:00-24:00に、同じニッポン放送他で放送されている『オールナイトニッポンGOLD』に当作品の出演者・スタッフが一堂に会したプレビュー特番『麦わらの一味のオールナイトニッポンGOLD～TVアニメ25周年SP～』（むぎわらのいちみのオールナイトニッポンゴールド・テレビアニメ25しゅうねんスペシャル）が生放送された。

## 出演者
- 進行アシスタント：荘口彰久
- ゲストパーソナリティ（基本2週ごと交代で声優やスタッフが2人1組で出演）
  - 田中真弓（#1・2・13・14・19・20・37〜40・43・44・47・48・51・52）
  - 山口勝平（#1・2・11・12・19・20・31・32・49・50）
  - 中井和哉（#3・4・15〜20・31・32・41・42・51・52）
  - 岡村明美（#3・4・9・10・19・20・33・34・39・40）
  - 平田広明（#5・6・17〜20・35・36）
  - 大谷育江（#5・6・19・20・23・24・41・42）
  - 山口由里子（#7・8・19・20・29・30・35・36）
  - チョー（#7・8・19・20・41・42）
  - 矢尾一樹（#9・10）
  - 宝亀克寿（#11・12・19・20）
  - 関智一（#13・14）
  - 置鮎龍太郎（#15・16・21・22）
  - 多田野曜平（#19・20）
  - 阪口周平（#19・20）
  - 平野綾（#19・20）
  - 白石涼子（#19・20）
  - 川島得愛（#19・20）
  - 本渡楓（#19・20）
  - 田村睦心（#19・20）
  - 立木文彦（#21・22）
  - 子安武人（#21・22）
  - 伊藤かな恵（#23・24）
  - 古川登志夫（#25・26）
  - 池田秀一（#27・28）
  - 名塚佳織（#27・28）
  - 大友龍三郎（#29・30・45・46）
  - 潘めぐみ（#33・34）
  - 堀内賢雄（#37・38）
  - 折笠愛（#37・38）
  - 大場真人（#39・40）
  - 三石琴乃（#43・44）
  - 大塚明夫（#45・46）
  - 神谷浩史（#47・48）
  - 木村昴（#49・50）

最多出演は田中真弓の16回。

## ネット局
| 放送期間        | 放送時間                     | 放送局       | 対象地域・備考 |
| --------------- | ---------------------------- | ------------ | -------------- |
| 2024年4月8日 -  | 月曜 1:00 - 1:30（日曜深夜） | ニッポン放送 | 関東広域圏     |
| 2024年4月11日 - | 木曜 23:00 - 23:30           | 栃木放送     | 栃木県         |
| 2024年10月2日 - | 水曜 21:00 - 21:30           | 青森放送     | 青森県         |
| 2024年10月3日 - | 木曜 18:00 - 18:30           | 新潟放送     | 新潟県         |